# Epilog (musikalbum)
Epilog är det progressiva rockbandet Änglagårds andra och sista studioalbum innan de splittrades. Albumet spelades in i Herman Palmsalen på Ekerö och Studio Largen år 1994.

## Låtlista
Alla låtar skrivna och arrangerade av Änglagård.

### LP-versionen
1. "Prolog" - 2:00
2. "Höstsejd" - 15:32
3. "Saknadens fullhet" - 2:00
4. "Rösten" - 0:14
5. "Skogsranden" - 10:48
6. "Sista somrar" - 13:10

Total speltid: 43:44

### CD-versionen
1. "Prolog" - 2:00
2. "Höstsejd" - 15:32
3. "Rösten" - 0:14
4. "Skogsranden" - 10:48
5. "Sista somrar - 13:10
6. "Saknadens fullhet" - 2:00

## Medverkande
- Thomas Johnson - Hammondorgel, mellotron och övriga keyboards
- Jonas Engdegård - Gitarr
- Tord Lindman - Gitarr
- Anna Holmgren - Flöjt
- Mattias Olsson - Trummor och slagverk
- Johan Högberg - Bas

Medverkande utöver de ordinarie medlemmarna
- Åsa Eklund - Sång
- Martin Olofsson - Fiol
- Karin Hansson - Altfiol och kontrabas
- Jan Christoff Norlander - Cello